# Collegio Marconi
Il Collegio Guglielmo Marconi è un complesso architettonico formato dalla chiesa dei Santi Cristoforo e Luigi (sec. X), dalla Biblioteca Antica (sec. XIX) e dal polo culturale (scuola e università) situato nel centro storico della città di Portogruaro, nella città metropolitana di Venezia.

## Storia
L'attuale complesso ha la sua prima origine in una struttura, costruita per iniziativa del vescovo di Concordia, in un periodo di poco anteriore all'anno Mille, comprendente un edificio fortificato (castrum) e una piccola chiesa. Nel 1243 l'edificio venne affidato ai Religiosi di S. Maria dei Crociferi di Venezia come ricovero per i viandanti. Nel 1658 venne soppresso l'ordine dei Crociferi e, dopo alterne vicende, nei primi anni del XVIII sec., fu acquisito dal vescovo Paolo Vallaresso che, secondo le direttive del Concilio di Trento, nel 1704 vi istituiva un regolare Seminario Diocesano. L'ala ovest, lungo l'attuale via Seminario, era stata completamente ristrutturata, dotata di tre piani e di un porticato sostenuto da colonne.
La scuola del Seminario, aperta anche ai non aspiranti al sacerdozio, acquistò sempre più rinomanza per la preparazione e la fama dei suoi insegnanti, tra i quali Anton Lazzaro Moro (1687-1764), fondatore della moderna geologia, e Lorenzo Da Ponte (1749-1838), librettista di Mozart. Fra gli studenti va ricordato almeno Girolamo Ortis (fratello minore di don Leonardo, insegnante di 'belle lettere', che lo ebbe come alunno), al suicidio del quale avvenuto alcuni anni dopo in Padova si ispirò Ugo Foscolo nelle Ultime lettere di Jacopo Ortis. Gradualmente si costituì anche una pregevole biblioteca.
Il Seminario, culturalmente ricco e vivace, legato alla Vienna asburgica, vide anche il sorgere di una scuola di pensiero rosminiana (si ricordano Antonio Cicuto e Domenico Pujatti) e una tradizione di studi classici che offrì all'Università di Padova numerosi docenti. Con l'esplosione scolastica della prima metà dell'Ottocento si decise la ristrutturazione (1835-1845) delle ali sud e nord, affidandola all'architetto Giambattista Bassi che si ispirò al modello dell'antica Paestum. Si distinsero, fra i docenti, Marco Belli (1857-1929), insigne studioso di lingue e letterature antiche e lo storico Ernesto Degani (1841-1922).
Dopo la prima guerra mondiale, quando fu sede prima del Comando austriaco, quindi ospedale militare e ricovero per sfollati, il Seminario venne trasferito a Pordenone. La scuola del Collegio, non più legata al Seminario, venne riaperta come scuola privata nel 1924, grazie all'opera di Ludovico Giacomuzzi (1884-1952), e riprese a svilupparsi come importante polo scolastico tra Veneto e Friuli; ebbe docente e preside Paolo Lino Zovatto (1910-1971), illustre archeologo e artefice degli scavi a Concordia Sagittaria nel 1950.
Nel 1992 venne riaperta la Scuola Media. Dal 1997 un'ala del Collegio ospita il polo universitario di Portogruaro, gestito dalla Fondazione Portogruaro Campus, che comprende corsi di laurea dell'Università di Trieste, dell'Università di Padova e dell'Università Ca' Foscari Venezia. Nel 2000 un nuovo restauro ha riportato in condizioni ottimali la struttura.